# Banyumas Lama
Banyumas Lama is een bestuurslaag in het regentschap Bengkulu Utara van de provincie Bengkulu, Indonesië. Banyumas Lama telt 255 inwoners (volkstelling 2010).